# Marina Lubian
Pour les articles homonymes, voir Lubian.
Marina Lubian est une joueuse italienne de volley-ball née le 11 avril 2000 à Moncalieri, dans le Piémont. Elle a remporté avec l'équipe d'Italie la médaille d'or du tournoi féminin aux Jeux olympiques d'été de 2024, organisés à Paris.